# NGC 709
NGC 709 est une galaxie lenticulaire naine située dans la constellation d'Andromède. NGC 709 a été découverte par l'ingénieur irlandais Bindon Stoney en 1850.

## Caractéristiques
Sa vitesse par rapport au fond diffus cosmologique est de 3 322 ± 20 km/s, ce qui correspond à une distance de Hubble de 49,0 ± 3,4 Mpc (∼160 millions d'al).

## Amas de galaxies Abell 262

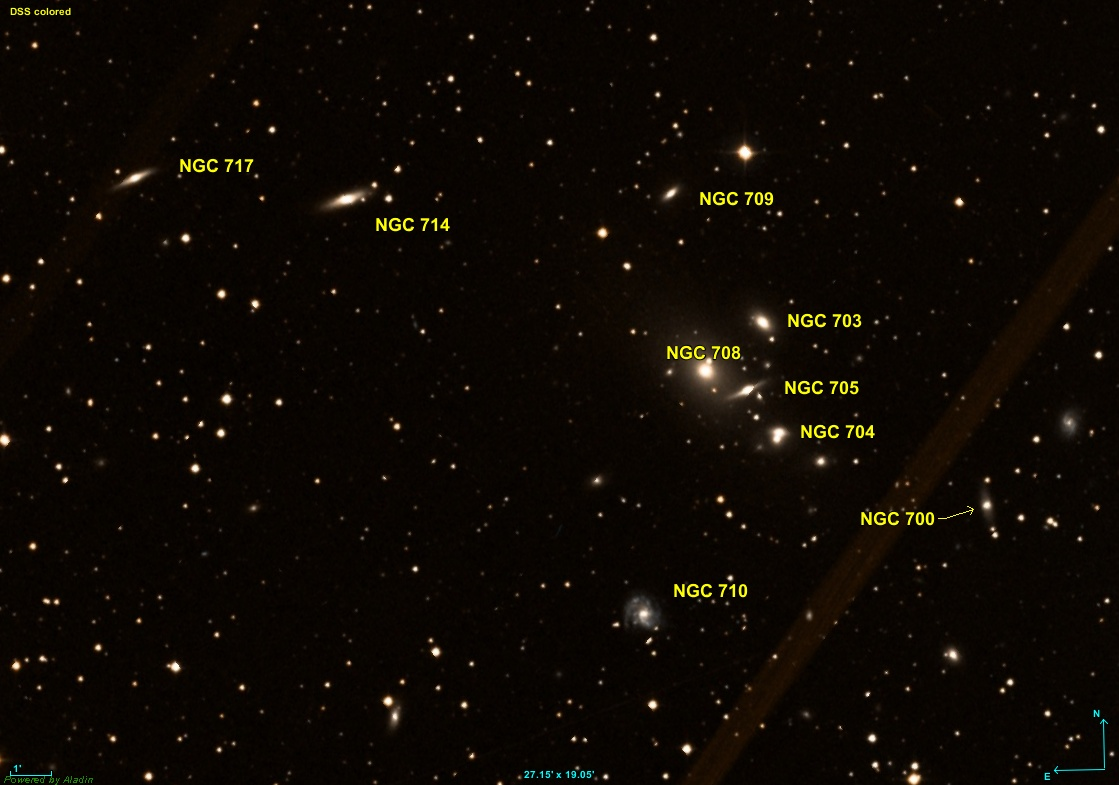
L'amas galactique Abell 262. NGC 759 est en dehors du champ de l'image, à gauche.

NGC 709 fait partie de l'amas de galaxies Abell 262, un sous-ensemble du superamas de Persée-Poissons. Les autres galaxies NGC de cet amas qui comprend plus de 100 membres sont : NGC 700, NGC 703, NGC 704, NGC 705, NGC 708, NGC 710, NGC 714, NGC 717 et NGC 759.